# Internet Encyclopedia of Philosophy
Internet Encyclopedia of Philosophy (IEP) est une encyclopédie en ligne d'accès gratuit sur la philosophie fondée par James Fieser en 1995. Les « éditeurs généraux » actuels sont James Fieser et Bradley Dowden. L'équipe inclut des éditeurs issus de nombreux domaines aussi bien que des volontaires. Les articles de cette encyclopédie sont de haute qualité, parce que tous sont soumis au processus de l’évaluation par les pairs.

## Origine des articles
Selon les éditeurs, l'IEP repose sur le travail d'auteurs bénévoles. Les éditeurs appellent les professeurs de philosophie des universités à soumettre des articles. Ceux-ci doivent généralement comporter entre 6 000 et 15 000 mots. Les soumissions soumises à l'IEP passent par un processus d'examen par les pairs en deux étapes . Au début du projet, les éditeurs ont également compilé des textes libres provenant d'Internet pour certains articles. 
Selon l'IEP, le processus d'évaluation par les pairs correspond à celui des revues spécialisées imprimées : les articles soumis sont d'abord examinés par l'un des éditeurs scientifiques et, s'ils sont approuvés par l'éditeur, ensuite de manière anonyme par un expert externe (évaluation en aveugle par les pairs). 
Les dates de publication des articles ne sont pas indiquées. Les articles sont encore développés et mis à jour.

## Projet à but non lucratif, conditions de licence
Les principes commerciaux de l'IEP incluent l'abstention de rechercher un gain financier. Les articles ne seront pas publiés ailleurs contre paiement et le projet est totalement sans publicité. Les entités à but lucratif sont exclues de la participation au financement du projet. Les personnes qui travaillent sur l'IEP ne sont pas payées.
Le droit d'utiliser les articles reste la propriété de l'IEP et des auteurs. Toute utilisation ultérieure du contenu par des tiers au-delà de ce qui est considéré comme une utilisation équitable en vertu de la loi américaine n'est pas autorisée sans le consentement exprès du titulaire des droits. À cet égard, les articles de l'IEP ne sont pas des contenus libres.
En 2016, le comité des meilleurs sites Web de référence gratuits de l'ETS de l'American Library Association a inclus l'IEP dans sa liste des 22 meilleurs ouvrages de référence gratuits sur le World Wide Web.